# دانيال فيليبس
دانيال فيليبس (بالإنجليزية: Daniel Phillips)‏ هو لاعب كرة قدم بريطاني، ولد في 18 يناير 2001 في Enfield, London ‏ في المملكة المتحدة.

## وصلات خارجية
- دانيال فيليبس على موقع قاعدة بيانات كرة القدم.إي يو (الإنجليزية)
- دانيال فيليبس على موقع ناشيونال فوتبول تيمز (الإنجليزية)
- دانيال فيليبس على موقع Soccerway.com (الإنجليزية)